# Gary Hall Jr.
Gary Wayne Hall Jr. (Cincinnati, 26 de setembro de 1974) é um ex-nadador norte-americano, ganhador de cinco medalhas de ouros em Jogos Olímpicos , considerado um dos grandes velocistas da história da natação.

## Vida
O seu pai, Gary Hall, também competiu em três Olimpíadas como nadador (1968, 1972 e 1976). Seu tio materno, Charles Keating III nadou nas Olimpíadas de 1976, e seu avô materno, Charles Keating Jr., foi campeão nacional de natação na década de 1940.
Em sua primeira Olimpíada, em Atlanta 1996, na idade de 21 anos, Hall tinha apenas seis anos de experiência na natação, mas já tinha uma rivalidade com o lendário Alexander Popov. Hall e seus companheiros dominaram os revezamentos, mas Popov continuou a bater Hall nas provas individuais. A rivalidade cresceu mais amarga do que nunca. Em uma entrevista, Popov disse que Hall era incapaz de derrotá-lo porque ele "vem de uma família de perdedores". Hall respondeu aparecendo com calças de couro de motociclista e executando sua habitual rotina de imitar um boxeador e fazer flexões. Hall foi derrotado nos 50m e 100 metros livre por Popov.
Em 1998, Hall foi suspenso pela Federação Internacional de Natação por uso de maconha.
Em 1999, ele foi diagnosticado com diabetes tipo 1, geralmente denominado de "diabetes juvenil". Hall teve um breve hiato da natação, mas retornou a tempo de competir nas seletivas americanas de 2000. Lá ele venceu os 50m livre e ficou em segundo nos 100m. Seus 21s76 nos 50m estabeleceu um novo recorde americano, batendo o recorde de dez anos de Tom Jager.
Nos Jogos Olímpicos de Sydney em 2000, ganhou a medalha de ouro nos 50m livres, empatado com seu colega americano Anthony Ervin, e ganhou o ouro e prata nos revezamentos, fora o bronze dos 100m.
Antes do 4x100m livres, Hall postou em seu blog: "Minha opinião diz que vamos esmagá-los como guitarras". Hall nadou na última parte do revezamento contra o australiano Ian Thorpe. Thorpe venceu Hall, infligindo a primeira derrota olímpica dos Estados Unidos nessa prova. A equipe australiana respondeu à provocação de Hall imitando um tocar de guitarra na beira da piscina.
Na Olimpíada seguinte em Atenas 2004, Hall novamente ganhou o ouro nos 50m livres. Aos 29 anos, Hall tornou-se o mais velho nadador olímpico masculino americano desde 1924, quando Duke Kahanamoku competiu. Também ganhou um bronze nos 4x100m livres.
Hall ainda tentou se qualificar para os Jogos de Pequim em 2008, mas ficou em quarto lugar nos 50m livres da seletiva americana e não conquistou a vaga.